# Minolta 5000
Minolta 5000 AF (w USA Minolta Maxxum 5000) – amatorska analogowa lustrzanka 35mm marki Minolta, korzystająca z automatyki ostrości wbudowanej w korpusie. Zastosowano w niej nowatorski na tamte czasy bagnet Minolta AF. Została zaprezentowana w 1986 roku. Minolta 5000 została wyposażona w czujnik autofokusa. Posiadała w pełni automatyczny program zdjęciowy. Prędkość migawki wynosiła od 1/2000 do 30 sekund. Aparat umożliwiał kompensację ekspozycji do +1 EV.